# Трстеник (Крањ)
Трстеник (словен. Trstenik) је насељено место у општини Крањ, Горењска регија, Словенија.

## Историја
До територијалне реорганизације у Словенији био је у саставу старе општине Крањ.

## Становништво
У попису становништва из 2011. године, Трстеник је имао 375 становника.
| Број становника према пописима | Број становника према пописима | Број становника према пописима |
| ------------------------------ | ------------------------------ | ------------------------------ |
| 1991                           | 2002                           | 2011                           |
| 221                            | 307                            | 375                            |

Напомена: Године 2016. извршена је мања размена територија између насеља Залог, Повље и Трстеник.